# Фолиевая кислота (лекарственное средство)
Фо́лиевая кислота́ (англ. Folic acid, CAS-код 59-30-3, брутто-формула C19H19N7O6) — лекарственное средство, синтетический витамин В9 (Вс). Жёлтый или желтовато-оранжевый кристаллический порошок. Практически нерастворим в воде и спирте, легко растворим в щелочах, гигроскопичен, разлагается на свету.

## Фармакологическое действие
Может синтезироваться микрофлорой кишечника. В организме фолиевая кислота восстанавливается до тетрагидрофолиевой кислоты, являющейся коферментом, участвующим в различных метаболических процессах. Необходима для нормального созревания мегалобластов и образования нормобластов. Стимулирует эритропоэз, участвует в синтезе аминокислот (в том числе глицина, метионина), нуклеиновых кислот, пуринов, пиримидинов, в обмене холина, гистидина.

## Фармакокинетика
Фолиевая кислота, назначаемая в виде лекарственного средства, хорошо и полно всасывается в желудочно-кишечном тракте, преимущественно в верхних отделах 12-перстной кишки (даже при наличии синдрома мальабсорбции на фоне тропического спру, в то же время пищевые фолаты плохо усваиваются при синдроме мальабсорбции). Интенсивно связывается с белками плазмы. Проникает через ГЭБ, плаценту и в грудное молоко. TCmax — 30—60 мин.
Депонируется и метаболизируется в печени с образованием тетрагидрофолиевой кислоты (в присутствии аскорбиновой кислоты под действием дигидрофолатредуктазы).
Выводится почками преимущественно в виде метаболитов; если принятая доза значительно превышает суточную потребность в фолиевой кислоте, то выводится в неизменённом состоянии.
Выводится с помощью гемодиализа.

## Применение
Показания
Лечение мегалобластной анемии, при отравлении метанолом как дополнительное средство.
Гипо- и авитаминоз фолиевой кислоты, в том числе при тропической и не тропической спру, неполноценном питании, беременности, в младенческом и детском возрасте, у пациентов, принимающих противоэпилептические лекарственные средства.
Противопоказания
Гиперчувствительность.
С осторожностью
Пернициозная анемия и другие мегалобластные анемии с дефицитом цианокобаламина.
Побочное действие
Аллергические реакции — кожная сыпь, кожный зуд, бронхоспазм, эритема, гипертермия.
В январе 2014 года были опубликованы результаты исследования, проведенного канадскими исследователями из больниц Святого Михаила (Торонто). Ученые изучали риски развития рака молочной железы у женщин, принимающих фолиевую кислоту, и обнаружили, что препараты фолиевой кислоты, принимаемые пациентами с раком молочной железы, могут способствовать росту злокачественных клеток. Данное исследование показало, что потребление фолиевой кислоты в дозировке 2,5 мг 5 раз в сутки на протяжении 2-3 месяцев способствует росту существующих предраковых и раковых клеток в молочных железах грызунов. Несколькими годами ранее, в 2008 году учеными из Университета Южной Калифорнии была установлена связь между приемом витаминных добавок с фолиевой кислотой и повышением риска развития рака простаты более чем в два раза.

## Режим дозирования
Внутрь.
Мегалобластная анемия: взрослым и детям любого возраста начальная доза — до 1 мг/сут. При применении больших доз может возникать резистентность. Поддерживающее лечение: для новорожденных — 0,1 мг/сут, для детей до 4 лет — 0,3 мг/сут, для детей старше 4 лет и взрослых — 0,4 мг, при беременности и лактации — 0,8 мг/сут, но не менее 0,1 мг/сут.
С лечебной целью (в зависимости от тяжести авитаминоза) взрослым — до 5 мг/сут в течение 20-30 дней, детям — в меньших дозах.
Для профилактики (исходя из суточной потребности) взрослым назначают 150—200 мкг/сут, детям до 3 лет — 25—50 мкг/сут, 4—6 лет — 75 мкг/сут, 7—10 лет — 100 мкг/сут; в период беременности — по 400 мкг/сут, в период лактации — по 300 мкг/сут.
Доза препарата должна быть повышена при сопутствующем алкоголизме, гемолитической анемии, хронических инфекционных заболеваниях, одновременном приёме противосудорожных лекарственных средств, после гастрэктомии, синдроме мальабсорбции, при печёночной недостаточности, циррозе печени, стрессе.

## Взаимодействие
Снижает эффект фенитоина (требуется увеличения его дозы).
Анальгезирующие лекарственные средства (длительная терапия), противосудорожные препараты (в том числе фенитоин и карбамазепин), эстрогены, пероральные контрацептивы увеличивают потребность в фолиевой кислоте.
Антациды (в том числе препараты Ca2+, Al3+ и Mg2+), колестирамин, сульфонамины (в том числе сульфасалазин) снижают абсорбцию фолиевой кислоты.
Метотрексат, пириметамин, триамтерен, триметоприм ингибируют дигидрофолатредуктазу и снижают эффект фолиевой кислоты (вместо неё пациентам, применяющим эти препараты, следует назначать кальция фолинат).
В отношении препаратов Zn2+ однозначная информация отсутствует: одни исследования показывают, что фолаты ингибируют абсорбцию Zn2+, другие эти данные опровергают.

## Особые указания
Для профилактики гиповитаминоза В9 наиболее предпочтительно сбалансированное питание. Продукты, богатые витамином В9, — зеленые овощи (салат, шпинат), свежая печень, бобовые, свекла, яйца, сыр, орехи, злаки.
Фолиевую кислоту не применяют для лечения B12-дефицитной (пернициозной), нормоцитарной и апластической анемии, а также анемии рефрактерной к терапии. При пернициозной (B12-дефицитной) анемии фолиевая кислота, улучшая гематологические показатели, маскирует неврологические осложнения. Пока не исключена пернициозная анемия, назначение фолиевой кислоты в дозах, превышающих 0,1 мг/сут, не рекомендуется (исключение — беременность и период лактации).
Следует иметь в виду, что пациенты, находящиеся на гемодиализе, нуждаются в повышенных количествах фолиевой кислоты.
Во время лечения антациды следует применять спустя 2 ч после приема фолиевой кислоты, колестирамин — за 4—6 ч до или спустя 1 ч после приема фолиевой кислоты.
Следует иметь в виду, что антибиотики могут искажать (давать заведомо заниженные показатели) результаты микробиологической оценки концентрации фолиевой кислоты плазмы и эритроцитов.
При применении больших доз фолиевой кислоты, а также терапии в течение длительного периода возможно снижение концентрации витамина B12.